# Ambel (Francja)
Ambel – miejscowość i gmina we Francji, w regionie Owernia-Rodan-Alpy, w departamencie Isère.
Według danych na rok 1990 gminę zamieszkiwało 38 osób, a gęstość zaludnienia wynosiła 8 osób/km² (wśród 2880 gmin regionu Rodan-Alpy Ambel plasuje się na 1579. miejscu pod względem liczby ludności, natomiast pod względem powierzchni na miejscu 1534.).